# اکسیداسیون جزئی
اکسیداسیون جزئی به انگلیسی Partial oxidation به صورت خلاصه POX یک نوع واکنش شیمیایی است که هنگامی که مخلوطی از هوا-سوخت به صورت جزئی در یک اصلاحگر می‌سوزد، اتفاق می‌افتد و باعث تشکیل یک گاز سنتز سرشار از هیدروژن می‌شود. این گاز در جاهای دیگر مانند پیل سوختی کاربرد دارد. میان اکسیداسیون جزئی گرمایی (TPOX) و اکسیداسیون جزئی کاتالیزی (CPOX) تفاوت وجود دارد.

## اصول
اکسیداسیون جزئی راه مناسبی برای آمیختن یک سوخت با هیدروکربن سنگین یا گاز طبیعی با مقدار محدودی اکسیژن طی یک فرایند گرمازا است.
- واکنش کلی: {\displaystyle {\ce {{C_{\mathit {n}}H_{\mathit {m}}}+{\frac {\mathit {n}}{2}}{O2}->{\mathit {n}}{CO}+{\frac {\mathit {m}}{2}}H2}}}
- واکنش آرمانی برای نفت گرمایشی: {\displaystyle {\ce {{C12H24}+ 6O2 -> {12CO}+ 12H2}}}
- واکنش آرمانی برای زغال سنگ: {\displaystyle {\ce {{C24H12}+ 12O2 -> {24CO}+ 6H2}}}

در واکنش نفت گرمایشی می‌توان برای کاهش دما، آب نیز افزود. واکنش TPOX معمولاً در دمای ۱۲۰۰ درجهٔ سلسیوس به بالا انجام می‌شود و دما در آن به نسبت هوا-سوخت یا نسبت نسبت اکسیژن-سوخت وابسته است.
در واکنش CPOX از فروکافت استفاده می‌شود درنتیجه دما پایین‌تر می‌آید، این واکنش در دمای ۸۰۰ تا ۹۰۰ درجهٔ سانتیگراد انجام می‌شود. انتخاب نوع اصلاحگر به میزان محتوای گوگرد سوخت بستگی دارد که معمولاً باید ۵۰ppm یا کمتر باشد. اگر گوگرد زیاد باشد معمولاً فروکافت را خراب می‌کند هرچند که برخی پژوهش‌های تازه نشان می‌دهد تا ۴۰۰ppm گوگرد هم می‌توان از CPOX استفاده کرد.